# Щалб
Щалб (пол. Szczałb) — село в Польщі, у гміні Кшивда Луківського повіту Люблінського воєводства.
Населення — 217 осіб (2011).
У 1975-1998 роках село належало до Седлецького воєводства.

## Демографія
Демографічна структура станом на 31 березня 2011 року:
|          | Загалом | Допрацездатний вік | Працездатний вік | Постпрацездатний вік |
| -------- | ------- | ------------------ | ---------------- | -------------------- |
| Чоловіки | 106     | 16                 | 80               | 10                   |
| Жінки    | 111     | 26                 | 55               | 30                   |
| Разом    | 217     | 42                 | 135              | 40                   |